# Valter al IV-lea de Brienne
Valter al IV-lea (Gauthier, Gualtiero de Candia; supranumit cel Mare) (n. 1205–d. 1244) a fost conte de Brienne de la naștere până la moarte.
Valter era fiul contelui Valter al III-lea de Brienne cu Elvira (Albiria, Albina, Bianca, Maria) de Lecce. În timp ce Valter era gata să se nască, tatăl său tocmai își pierduse speranțele de a se impune pe tronul Siciliei, murind în captivitatea trupelor germane. Moștenirea asupra principatului de Taranto și a comitatului de Lecce a fost confiscată.
Încă pe când era adolescent, Valter a fost trimis în Țara Sfântă, unde unchiul său Ioan de Brienne guverna Regatul Ierusalimului. În 1221, Ioan i-a acordat lui Valter al IV-lea comitatele de Jaffa și Ascalon și i-a aranjat căsătoria cu Maria de Lusignan (n. înainte de martie 1215 – d. cca. 1252 sau 1254), fiica regelui Ugo I al Ciprului, în 1233.
Chiar și după ce unchiul său a fost constrâns să părăsească Ierusalimul de către împăratul Frederic al II-lea de Hohenstaufen, Valter a rămas unul dintre cei mai importanți seniori din Regatul Ierusalimului. El a fost comandant al armatei cruciate care a pornit la atacul asupra forțelor ayyubidului As-Salih Ayyub în 1244. Contrar sfatului aliatului său din Siria, al-Mansur de Homs, Valter a insistat asupra trecerii la ofensivă, mai degrabă decât a-și fortifica tabăra și așteptând retragerea Horezmienilor. În dezastruoasa confruntare de la La Forbie, forțele cruciato-siriene au fost aproape anihilate. Valter a fost luat captiv, torturat în fața zidurilor Jaffei și în cele din urmă trimis în Egipt după înfrângerea horezmienilor în fața Homsului din 1246. El a fost închis în Cairo și ucis de către negustorii ale căror caravane le jefuise, cu consimțământul sultanului ayyubid.
Valter a fost succedat de către fiul său mai mare, Ioan, care a murit fără copii. Fiul său mai mic Ugo de Brienne s-a stabilit în sudul Italiei și a devenit susținător al lui Carol de Anjou, care îi va restitui comitatul de Lecce.